# Manojlovićův palác (Subotica)
Manojlovićův palác (srbsky Палата Манојловића/Palata Manojlovića, maďarsky Manojlovics palota) je kulturní památka v severosrbském městě Subotica z roku 1881 na adrese Náměstí svobody.
Palác byl zbudován podle návrhu místního architekta Tituse Mačkoviće pro Samka Manojloviće jako jednopatrový rohový dům. Vznikl v eklektickém stylu s dominantními novorenesančními prvky. V přízemí se nacházejí obchodní prostory, v patře potom byty. Průčelí dominují dva boční rizality. V centrální části přízemí se nachází dvoukřídlá reprezentativní brána obklopená dvěma Iónskými sloupy.
V roce 2008 prošel palác rekonstrukcí.